# Leon Hirszman
Leon Hirszman (* 22. November 1937 in Rio de Janeiro; † 15. September 1987 in Rio de Janeiro) war ein brasilianischer Regisseur des Cinema Novo.

## Leben und Werk
Leon Hirszman studierte Ingenieurwissenschaften und entdeckte sein Interesse für den Film. 1961 leistete er den Beitrag Pedreira de São Diego zu dem Episodenfilm Cinco Vezes Favela, der als erster Film des brasilianischen Cinema Novo gilt. Hirszman war verheiratet mit Liana Maria Lafayette Aureliano da Silva, Mercedes Pires Fernandes und Norma Pereira Rego.
Hirszmans erster Film, A Falecida/The Deceased gewann 1965 den Spezialpreis der Jury des Festival do Rio. 1967 drehte Leon Hirszman eine filmische Version des Bossa Nova Songs The Girl from Ipanema. Der Spielfilm São Bernardo wurde 1977 auf der documenta 6 gezeigt.

## Auszeichnungen
- 1965: Spezialpreis der Jury des Festival do Rio
- 1981: Für den Film Eles Nao Usam Black Tie/They Don’t Wear Black-tie/Ohne Schlips und Kragen, auch Sie tragen keinen Smoking, bekam Hirszman den Hauptpreis des Internationalen Festival des Neuen Lateinamerikanischen Films, die „Goldenen Ähre“ des Semana Internacional de Cine de Valladolid und den Spezialpreis der Jury auf den 38. Internationalen Filmfestspielen von Venedig.